# Nutzwertanalyse
Dieser Artikel wurde aufgrund inhaltlicher und/oder formaler Mängel auf der Qualitätssicherungsseite des Portals Wirtschaft eingetragen. 
Du kannst helfen, indem du die dort genannten Mängel beseitigst oder dich an der Diskussion beteiligst.
Die Nutzwertanalyse (NWA; auch Punktwertverfahren, Punktbewertungsverfahren genannt) gehört zu den qualitativen, nicht-monetären Analysemethoden der Entscheidungstheorie. Die Nutzwertanalyse ist eine Methodik, welche die Entscheidungsfindung bei komplexen Problemen rational unterstützen soll. Sie ist ein relativ altes Verfahren, das seine Ursprünge in der volkswirtschaftlichen „Utility Analysis“ hat und im deutschsprachigen Raum durch Zangemeister (1976) bekannt wurde. Während die Kosten-Nutzen-Analyse verschiedene Kriterien nur unter Effizienzgesichtspunkten betrachtet, bewertet die Nutzwertanalyse die Effektivität bzw. den Outcome. Die Nutzwertanalyse findet überall dort Anwendung, wo eine Beurteilung auf Basis mehrerer quantitativer und qualitativer Kriterien, Zielen oder Bedingungen getroffen werden muss, so etwa im Controlling, im Projektmanagement, in der Volkswirtschaftslehre oder im Vergaberecht. Die NWA ist die „Analyse einer Menge komplexer Handlungsalternativen mit dem Zweck, die Elemente dieser Menge entsprechend den Präferenzen des Entscheidungsträgers bezüglich eines multidimensionalen Zielsystems zu ordnen. Die Abbildung der Ordnung erfolgt durch die Angabe der Nutzwerte (Gesamtwerte) der Alternativen.“
Eine NWA wird häufig erstellt, wenn „weiche“ Kriterien vorliegen, anhand derer zwischen verschiedenen Alternativen eine Entscheidung gefällt werden muss.

## Einsatzgebiet
Die Nutzwertanalyse soll vor allem innerhalb eines Entscheidungsprozesses der systematischen Entscheidungsvorbereitung und der Auswahl komplexer Handlungsalternativen dienen. Sie soll es ermöglichen, eine kompakte Kennzahl für den Nutzen zu erhalten, ohne dabei an Transparenz zu verlieren. Da die NWA nicht nur monetäre, sondern auch „weiche“ Faktoren in Betracht zieht, können auch komplexe Sachverhalte bewertet und das Risiko von Fehlentscheidungen verringert werden.

## Methodische Grundlagen
Die entscheidungstheoretische Grundlage für die Nutzwertanalyse bildet die additive multiattributive Nutzentheorie (MAUT). Dies ist ein kompensatorisches Verfahren, welches davon ausgeht, dass die geringe Ausprägung eines Teilziels durch eine bessere Ausprägung eines anderen Teilziels kompensiert werden kann. Auf Basis von jeweils einer Nutzenfunktion für ein Teilziel wird additiv ein Präferenzfunktional konstruiert. Dieses Präferenzfunktional ordnet einer Handlungsalternative eine reelle Zahl so zu, dass über die Rangfolge dieser Zahlen die subjektive Wertvorstellung des Akteurs ausgedrückt wird. Am Ende wird ein Gesamtwert für jede Alternative aus der gewichteten Summe von Einzelwerten pro Attribut errechnet. Das Präferenzfunktional für die Alternative a lautet:
{\displaystyle v(a)=\sum _{r=1}^{m}w_{r}v_{r}(a_{r})}
Dabei sind alle {\displaystyle w_{r}>0} und es gilt die Bedingung für die Gültigkeit der Wertefunktion:
{\displaystyle \sum _{r=1}^{m}w_{r}=1}
Das bedeutet, dass jedes Gewicht {\displaystyle w_{r}} größer als 0 sein muss, und die Summe aller Gewichte 1 (bzw. 100 %) ist. Der Term {\displaystyle v_{r}(a_{r})} ist der Wert (die „Bewertung“), der der Ausprägung {\displaystyle a_{r}} zugeordnet ist.
Folgendes Beispiel soll die Formeln veranschaulichen: Es werden drei Stellenangebote miteinander verglichen. Dabei werden zwei Attribute zur Bewertung herangezogen, die Arbeitszeit und das Gehalt.
| Alternative | Gehalt {\displaystyle x_{1}} | Bewertung Gehalt {\displaystyle v_{1}(x_{1})} | Arbeitszeit {\displaystyle x_{2}} | Bewertung Arbeitszeit {\displaystyle v_{2}(x_{2})} |
| ----------- | ---------------------------- | --------------------------------------------- | --------------------------------- | -------------------------------------------------- |
| Berater     | 90.000 €                     | 1,0                                           | 60 h                              | 0,0                                                |
| Professor   | 55.000 €                     | 0,6                                           | 40 h                              | 0,5                                                |
| Lehrer      | 35.000 €                     | 0,0                                           | 20 h                              | 1,0                                                |

Beispielhafte Berechnung von Attributsbewertungen
Geht man nun von einer Gewichtung für das Gehalt von {\displaystyle w_{1}=0{,}6} und für die Arbeitszeit von {\displaystyle w_{2}=0{,}4} aus, erhält man folgende Tabelle:
| Alternative | Bewertung Gehalt {\displaystyle v_{1}(x_{1})} | Gehalt gewichtet {\displaystyle w_{1}v_{1}(x_{1})} | Bewertung Arbeitszeit {\displaystyle v_{2}(x_{2})} | Arbeitszeit gewichtet {\displaystyle w_{2}v_{2}(x_{2})} | Gesamtwert {\displaystyle w_{1}v_{1}(x_{1})+w_{2}v_{2}(x_{2})} |
| ----------- | --------------------------------------------- | -------------------------------------------------- | -------------------------------------------------- | ------------------------------------------------------- | -------------------------------------------------------------- |
| Berater     | 1,0                                           | 0,6                                                | 0,0                                                | 0,0                                                     | 0,60                                                           |
| Professor   | 0,6                                           | 0,36                                               | 0,50                                               | 0,20                                                    | 0,56                                                           |
| Lehrer      | 0,0                                           | 0,0                                                | 1,0                                                | 0,40                                                    | 0,40                                                           |

Beispielhafte Gesamtnutzenberechnung
Im obigen Beispiel wäre die Stelle als Berater die Beste, da der Gesamtwert am höchsten ist. Man spricht von einem „additiven“ Verfahren, da im letzten Schritt alle Teilnutzwerte addiert werden.
Damit die Nutzenfunktionen für unterschiedliche Attribute additiv verknüpft werden können, muss die Präferenzrelation wechselseitig unabhängig sein. Das heißt, die Präferenzen für jede Teilmenge von Attributen muss unabhängig von den Ausprägungen der Attribute der Komplementärmenge sein. Diese Eigenschaft ist jedoch immer subjektiv. Es ist keine Eigenschaft, die sich personenunabhängig zwingend aus den physischen, optischen,
haptischen, technischen oder anderen Eigenschaften von herangezogenen Alternativen ergibt. Im obigen Beispiel stellt sich die Frage, ob Gehalt und Arbeitszeit wechselseitig voneinander unabhängig sind.

## Nutzen
Die Definition des Nutzens der Nutzwertanalyse weicht von der wirtschaftswissenschaftlich vorherrschenden Definition vom Nutzen über Präferenzen von potenziellen Tauschoperationen ab. Erstere ist durch das Ausmaß der Eignung eines Gutes zur Befriedigung eines Bedürfnisses – oder eines anderen Kriteriums – eines Entscheidungsträgers zu verstehen. Für die Größe des Nutzens sind fünf Faktoren ausschlaggebend:
- derjenige, der das Gut nutzt,
- der Zweck, für den das Gut genutzt werden soll,
- die Situation, in der das Gut genutzt werden soll,
- der Zeitpunkt, an dem das Gut genutzt werden soll,
- das Gut selbst.

## Vor- und Nachteile der Nutzwertanalyse

### Vorteile
- Flexibilität des Zielsystems
- Anpassung an eine große Zahl spezieller Erfordernisse
- direkte Vergleichbarkeit der einzelnen Alternativen
- Unvergleichbares wird durch Auswahl gemeinsamer Kriterien vergleichbar gemacht

### Nachteile
- Vergleichbarkeit der Alternativen, da nicht immer gewährleistet sein kann, dass zwei Alternativen in derselben Hinsicht verglichen werden.
- Problem der Einigung, wenn mehrere Entscheidungsträger mit unterschiedlichen Präferenzen vorhanden sind
- Problem bei der Auswahl der Kriterien/Gewichtung
- sehr subjektiv bezüglich der Gewichtung

### Häufige Fehler
- Bei einer einfachen Nutzenfunktion wird meist nicht darauf geachtet, dass die einzelnen Kriterien nutzenunabhängig sein müssen. Beispiel: Tankinhalt, Verbrauch und Reichweite mit einer Tankfüllung eines Autos.
- Wenn verwendete Kriterien nicht voneinander unabhängig sind, kommt es zu einer Überbewertung des jeweiligen gemeinsamen Anteils. So kann über eine Steigerung der Anzahl der Kriterien, die ein eng zusammenhängendes Feld beschreiben, das Ergebnis verändert werden.
- Zur Vereinfachung werden nicht die Konsequenzen bewertet, sondern die Parameter der Alternativen. D. h. man „spart“ sich den Schritt, Alternativen auf Konsequenzen abzubilden. Beispiel: Das Kofferraumvolumen eines Autos wird bewertet und nicht die Frage, ob es ausreichend für das Gepäck ist.

- Um Transparenz und Übersichtlichkeit zu gewährleisten, sollten nur die wichtigsten Kriterien in die Nutzwertanalyse einfließen.
- Ausschlusskriterien gehen nicht in die NWA ein.
- Besonderes Augenmerk bei der Erstellung einer Nutzwertanalyse sollte auf der Formulierung der Ziele oder zu messender Kriterien liegen. Hierbei können durch die Auswahl falscher Ziele oder Kriterien, Verzerrungen des Gesamtbildes entstehen, wenn beispielsweise irrelevante Ziele festgelegt werden. Hall[6] schreibt hierzu:

Wichtiger als die Auswahl [der richtigen Alternative] ist es, zunächst die richtigen Ziele zu bestimmen. Denn wählt man falsche Ziele, dann löst man eine irrelevante Problemstellung; wählt man dagegen [eine falsche Alternative] (auf der Basis richtiger Ziele) so wählt man letztlich nur [eine nicht optimale Alternative].
Es ist also unbedingt darauf zu achten, dass die Nutzwertanalyse situationsgerechte Ziele enthält, das heißt, dass sie alle wesentlichen Gesichtspunkte berücksichtigt.
- Ein weiteres Problem ergibt sich aus der Messung und Schätzung der Bewertungen für die Ziele. Vor allem die Skalierung ist hierbei problematisch. Wie unten aufgezeigt, bietet nur die Kardinalskala die Möglichkeit einer relativ objektiven Bewertung. Andere Bewertungen, die auf Ordinalskalen gemessen oder geschätzt wurden, bergen immer ein gewisses Maß an Ungenauigkeit. Ordinalskalierte Werte, die dann durch eine Transformation in Zielerreichungsgrade umgerechnet werden, können daher eine trügerische Scheingenauigkeit bieten, wenn sie zusammen mit transformierten, genau gemessenen, kardinalskalierten Werten dargestellt werden
- Zuletzt beeinflusst die Ungewissheit über die Zukunft das Ergebnis der Nutzwertanalyse. Bisher wurde in der Beschreibung der Nutzwertanalyse angenommen, dass alle Messwerte oder Schätzungen, die aufgenommen worden sind, auch in Zukunft Bestand haben. Die Möglichkeit einer Verbesserung oder Verschlechterung wurde nicht berücksichtigt. Vor allem bei der Bewertung von langfristigen Projekten sollte aber die Möglichkeit in Betracht gezogen werden, dass sich die Bewertungen oder Gewichtungen im Laufe der Zeit ändern können. Eine relative simple Lösung für das Problem der Ungewissheit ist die Durchführung einer Sensitivitätsanalyse und, oder die Angabe von Bewertungskorridoren anstatt von punktuellen Bewertungen. Beispiel: Es soll eine Nutzwertanalyse zur Auswahl eines Hauses erstellt werden. In die Bewertung fließt das Kriterium „Aussicht“ mit ein. Anstatt dieses für ein Haus mit „80 von 100“ Punkten zu bewerten, könnte eine Bewertung von „75-80 von 100“ vorgenommen werden, wenn bekannt ist, dass das Haus in der Nähe eines Neubaugebietes liegt, und in Zukunft eventuell Baustellen die Aussicht stören. Folglich liegen anschließend auch für die Gesamtnutzwerte Bewertungskorridore vor. Ein weiterer Faktor, der bei der Interpretation der Ergebnisse Beachtung finden muss, ist die Subjektivität der Bewertungen. Vor allem bei Befragungen oder ordinalskalierten Kriterien hat der Bewertende großen Einfluss auf das Ergebnis. Dieser Effekt kann reduziert werden, indem beispielsweise ganze Teams die Gewichtungen oder Bewertungen vornehmen.

## Einfache Nutzwertanalyse
In der Literatur gibt es verschiedene Aussagen über den Ablauf einer Nutzwertanalyse. Nagel, Tauberger und Hanusch sprechen beispielsweise von einem sieben-stufigen Ablauf, während Westermann ein 11-stufiges Modell beschreibt. Des Weiteren spricht Nollau von einem sechs-stufigen Ansatz, Büssow von einem 14-stufigen. Da sich die einzelnen Abläufe oft nur in der Wortwahl unterscheiden wird nachfolgend ein generisches Ablaufmodel der Nutzwertanalyse dargestellt, das die Gemeinsamkeiten der einzelnen Varianten zusammenfasst.

### Zieldefinition
Zu Beginn der Nutzwertanalyse sollte festgehalten werden, was das Ziel der Analyse ist, also welches Entscheidungsproblem es zu lösen gilt. Die Dokumentation ist wichtig, um die Transparenz der NWA zu gewährleisten.

### Ausschluss- und Auswahlkriterien definieren
Der wohl wichtigste und schwierigste Schritt ist die Bestimmung der zu messenden und zu bewertenden Kriterien. Als Erstes sollten die sogenannten Ausschlusskriterien definiert werden. Diese Kriterien fließen nicht in die NWA ein, sondern führen zum sofortigen Ausschluss einer Alternative, wenn das Kriterium nicht erfüllt ist („K.O.-Kriterium“). Definiert man beim Autokauf den maximalen Preis von 10.000 € als Ausschlusskriterium, ist jedes Auto, das mehr kostet, sofort disqualifiziert.
Danach werden die Auswahlkriterien definiert. Diese werden dann anschließend gewichtet und mit Punkten bewertet. Es kann hilfreich sein, Kreativtechniken wie Brainstorming einzusetzen, um Ideen für die Auswahlkriterien zu sammeln. Grundsätzlich kann man zwischen Leistungs-, Kosten- und Terminkriterien unterscheiden.
Es ist empfehlenswert, eine Kriterienhierarchie zu erstellen, da es unter Umständen die Gewichtung vereinfacht und die Beziehung der Kriterien verdeutlicht. Durch die Hierarchie erhält man verschiedene Ebenen. Mit abnehmender Ebene verlieren die Ziele aufgrund der additiven Methodik für den Gesamtnutzwert an Bedeutung. Ziele der ersten oder zweiten Hierarchieebene können insofern Gegenstand von „politischen“ Diskussionen werden.
Alle Kriterien sollten entweder qualitativ oder quantitativ erfassbar und messbar sein. Die Formulierung der Ausprägungen sollte möglichst präzise sein. So ist das Kriterium „Kosten um 10 % senken“ in Bezug auf die Zielerreichung leichter zu bewerten als „Kosten senken“. Zudem ist diese Art der Bezeichnung für die darauf folgende Gewichtung wichtig. Es ist nämlich nicht zielführend, zwei Attribute miteinander zu vergleichen. Es kommt immer auf die Differenz der Ausprägungen von zwei Variablen an. Es ist beispielsweise wenig differenziert zu behaupten, „Urlaub“ sei wichtiger als „Wochenarbeitszeit“. Sinnvoller ist die Betrachtung, ob z. B. 10 Tage mehr Urlaub wichtiger sind als 2 Stunden weniger Wochenarbeitszeit.
Einfache Nutzwertanalysen nehmen die Existenz einer multilinearen Nutzenfunktion an, ohne diese zu beweisen.
Die folgende Erklärung beschreibt die gängige Praxis, die die theoretischen Grundlagen vernachlässigt oder ignoriert.
In privaten oder überschaubaren wirtschaftlichen Fragestellungen genügt oft eine einfache Tabelle. Dazu müssen nur die verschiedenen Optionen auf der Y-Achse untereinander gestellt und das Bewertungskriterium auf die X-Achse gestellt werden. Eine weitere Spalte enthält den individuellen Gewichtungsfaktor für das jeweilige Kriterium, also die Frage, wie hoch der Erfüllungsgrad einer Möglichkeit in der Gesamtpriorität steht.
Nun werden die einzelnen Lösungs- oder Angebotsmöglichkeiten Zeile für Zeile abgearbeitet. Jedem Kriterium wird seine Erfüllung und die jeweilige Gewichtung mit Punktwerten zugewiesen und die ganze Zeile am Ende ausmultipliziert. Das Ergebnis pro Zeile ergibt direkt die ermittelte Attraktivität einer Lösung. So ist es möglich, die Nutzwerte beliebig vieler Varianten Tabelle für Tabelle zu analysieren.

### Gewichtung der Ziele (Kriterien)
Der zentrale Analyseschritt bei der Erstellung der NWA ist die Gewichtung der zuvor festgelegten Auswahlkriterien. Die Gewichtungsfaktoren geben die Wichtigkeit der einzelnen Kriterien an. Die Gewichtungen sind, unabhängig von den im Folgenden vorgestellten Methoden, rein subjektiv. Der Entscheider bestimmt, was wichtig ist und was nicht.
Damit die NWA und die Entscheidungsfindung transparent bleiben, sollten die Gewichtungen methodisch erfolgen. In der einschlägigen Literatur werden, neben anderen, folgende Methoden zur Gewichtung behandelt:
- Swing
- Trade-off
- Paarweises Vergleichen (Präferenzanalyse)
- SIMOS
- AHP
- Punktbewertung
- Direct Ranking / Direct Ratio

Nachfolgend werden drei Methoden vorgestellt, die verschiedene Ansätze verfolgen. Untenstehende Tabelle stellt die Methoden und deren Charakter dar.
| Methode          | Charakter                                                    |
| ---------------- | ------------------------------------------------------------ |
| Direct Ranking   | Das Gewicht wird quasi direkt zugeordnet                     |
| Präferenzanalyse | Das Gewicht ergibt sich aus einem unqualifizierten Vergleich |
| AHP              | Das Gewicht ergibt sich aus einem qualifizierten Vergleich   |

Eine aktuelle Studie von Zardari zeigt, dass das (wissenschaftliche) Interesse an Gewichtungsmethoden und entscheidungstheoretischen Fragen seit dem Jahr 2000 ständig gewachsen ist. Dazu wurden die Suchanfragen an verschiedene wissenschaftliche Datenbanken ausgewertet. Die nachfolgende Grafik zeigt exemplarisch die Anfragen an die scopus Datenbank (Die scopus Datenbank des Elsevier Verlages ist nach eigenen Angaben die weltweit größte Datenbank für wissenschaftliche Literatur). Die dargestellte Entwicklung der Anfragen ist auch bei der Auswertung anderer Datenbanken ersichtlich. Die betrachteten Gewichtungsmethoden sind somit auch im wissenschaftlichen Kontext aktuell und relevant.

#### Direct Ranking
Die einfachste, aber zugleich ungenauste Methode zur Bestimmung der Gewichte ist das Direct Ranking. In der Praxis wird dieses Verfahren aufgrund der Einfachheit und leichten Berechenbarkeit der Gewichte häufig eingesetzt. Um die Gewichte für die einzelnen Kriterien oder Ziele zu erhalten, ordnet der Entscheidungsträger den Kriterien oder Zielen einen Rang zu. Ob dieser von 0–10 wie nachfolgend dargestellt oder in einem anderen Bereich liegt, spielt keine große Rolle, da die Werte anschließend auf 1 normiert werden. Dieser Bewertungsmethode liegt eine Ordinalskala zugrunde.
Sobald allen Kriterien ein Rang zugewiesen wurde, können die Rohgewichte r eines Kriteriums j (Kriterium 1: 9) auf 1 normiert werden, indem jedes Rohgewicht durch die Summe der Gewichte geteilt wird, wodurch man das normierte Gewicht w erhält. Formal kann dies für Kriterien oder Ziele von 1 bis n folgendermaßen ausgedrückt werden:
{\displaystyle w_{j}={\frac {r_{j}}{\sum _{j=1}^{n}r_{j}}}}
Der große Nachteil des Direct Ranking ist, dass jedes Kriterium isoliert betrachtet wird. Deshalb ist es auch nicht möglich, Plausibilitäts- oder Konsistenzprüfungen vorzunehmen. Zudem tritt in der Praxis oft das Phänomen auf, dass Entscheider in ihrer Bewertung indifferent sind, also verschiedenen Kriterien dieselbe Relevanz zuordnen.

#### Präferenzanalyse
Während das Direct Ranking für die Gewichtung weniger Kriterien durchaus geeignet sein kann, sollte bei einer Vielzahl von Kriterien auf Methoden gesetzt werden, die einen paarweisen Vergleich durchführen. Eine Methode dafür ist die Präferenzanalyse. Hierbei werden alle Kriterien nacheinander miteinander verglichen und es wird ausgewählt, welches Kriterium oder Ziel wichtiger ist. Untenstehende Grafik zeigt eine Möglichkeit mit einer Tabellenkalkulation einen paarweisen Vergleich durchzuführen. Die Pfeile in der Abbildung zeigen, welche Kriterien miteinander verglichen wurden. Der Buchstabe des bevorzugten Kriteriums wird in die Tabelle eingetragen. Anschließend werden die Ränge und die umgekehrten Ränge (umgedreht geordnet) anhand der absoluten Anzahl der Nennung („Anzahl“ in der Tabelle) ermittelt. Danach wird das Gewicht jedes Kriteriums ermittelt, indem die Summe der Gewichte (100) durch die Summe der vergebenen Ränge (34) geteilt und anschließend mit dem umgekehrten Rang multipliziert wird. Formal ausgedrückt lautet die Berechnung:
{\displaystyle {\text{Gewicht}}={\frac {\text{Summe der Gewichte}}{\text{Summe der Ränge}}}\cdot {\text{umgedrehter Rang}}}
Mit dieser Methode ist die Gewichtung der Kriterien präziser als mit der Direct Ranking Methode. Allerdings benötigt eine Gewichtung durch paarweise Vergleiche mehr Zeit. Zu beachten ist vor allem der Anstieg des Aufwands bei steigender Anzahl der Kriterien. Die Anzahl aller durchzuführenden Vergleiche errechnet sich folgendermaßen, wobei N die Anzahl der Vergleiche und n die Anzahl der Kriterien ist:
{\displaystyle N={\frac {n^{2}-n}{2}}}
In der untenstehenden Abbildung wurden 8 Kriterien miteinander verglichen, was insgesamt 28 Vergleiche notwendig gemacht hat. Füllte man die Tabelle komplett aus (14 Kriterien) würde dies bereits zu 91 Vergleichen führen.

#### Analytical Hierarchy Process (AHP)
Die AHP-Methode wurde 1980 von Thomas Saaty entwickelt. Die Methode ähnelt der Nutzwertanalyse und benutzt paarweise Vergleiche. Je nach Anwendungsfall kann der AHP als Substitut zur Nutzwertanalyse betrachtet werden. Gleichzeitig bietet der AHP aber auch die Möglichkeit, eine Gewichtung vorzunehmen, mit der dann eine Nutzwertanalyse durchgeführt wird. Der bedeutendste Unterschied zur Präferenzanalyse bei der Bewertung ist, dass nicht nur unterschieden wird, welches Kriterium oder Ziel besser bzw. wichtiger ist, sondern auch wie viel besser oder schlechter es ist. Für diese Bewertung wird eine Skala von 1–9 vorgeschlagen (Die Werte 2, 4, 6 und 8 dienen als Zwischenwerte).
| Degree of importance (Wichtigkeit) | Definition          |
| ---------------------------------- | ------------------- |
| 1                                  | Equal importance    |
| 2                                  | Weak                |
| 3                                  | Moderate importance |
| 4                                  | Moderate plus       |
| 5                                  | Strong importance   |
| 6                                  | Strong plus         |
| 7                                  | Very strong         |
| 8                                  | Very very strong    |
| 9                                  | Extreme importance  |

Der Einsatz des AHP könnte folgendermaßen ablaufen:
Zuerst wird, wie bei der Nutzwertanalyse, eine Ziel- oder Kriterienhierachie erstellt. Dadurch wird ein großes Entscheidungsproblem in viele kleinere Entscheidungsprobleme zerlegt. Anschließend werden auf jeder Ebene der Entscheidungshierarchie paarweise Vergleiche durchgeführt. Die Ergebnisse werden in eine reziproke (inverse) Matrix eingetragen. Eine Matrix ist reziprok (Reziprozität), wenn:
{\displaystyle a_{ij}={\frac {1}{a_{ji}}}}
Einfach ausgedrückt bedeutet das, wenn Kriterium A doppelt so wichtig ist wie Kriterium B, dann muss Kriterium B halb (1/2) so wichtig sein wie Kriterium A. Untenstehende Tabelle zeigt beispielhaft, wie eine reziproke Matrix aussehen könnte.
|             | Kriterium A | Kriterium B | Kriterium C |
| Kriterium A | 1           | 3           | 4           |
| Kriterium B | 1/3         | 1           | 1/5         |
| Kriterium C | 1/4         | 5           | 1           |

Aus dieser Matrix werden anschließend die Zielgewichte ermittelt, indem der Eigenvektor zum größten Eigenwert ermittelt wird.
In der Praxis ist es jedoch selten, dass nach der Gewichtung perfekte reziproke Matrizen entstehen. Um die Konsistenz einer Matrix zu bewerten, hat Saaty einen Konsistenzindex definiert. Dieser misst wie konsistent eine Matrix, bzw. eine Entscheidung ist. Liegt der Konsistenzindex einer Matrix über 0,1, ist sie als konsistent anzusehen. Den Referenzwert von 0,1 errechnete Saaty aus dem Konsistenzindex für zufällig gefüllte Matrizen.
Obwohl es Kritik an der Methode gibt, z. B. dass das Bewertungsschema ungenau ist oder bei der Berechnung des Konsistenzindex aufgrund der Berechnungsmethodik Inkonsistenzen auftreten können, die nichts mit der Konsistenz der Entscheidungen zu tun hat, ist die Methode in der Praxis verbreitet und akzeptiert.

### Alternativendefinition
Im nächsten Schritt werden verschiedene Alternativen definiert, für die man sich entscheiden kann. Wichtig ist, dass ebenfalls die „Null-Alternative“ in die Bewertung mit einbezogen wird. Die Null-Alternative beschreibt den aktuellen Ist-Zustand. Diese wird benötigt, da es immer möglich ist, dass keine der neuen Alternativen einen höheren Nutzen aufweist, als der aktuelle Zustand. Ein Ausschluss der Null-Alternative in der Nutzwertanalyse sollte nur dann erfolgen, wenn der Ist-Zustand eines der vorher definierten Ausschlusskriterien erfüllt.

### Bewerten der Alternativen
Nachdem den Kriterien Gewichte zugeordnet wurden, müssen jetzt die Kriterien der verschiedenen Alternativen bewertet werden. Um die multiattributive Bewertung einer Alternative als eindimensionalen Nutzwert darstellen zu können, müssen die Bewertungen der Kriterien auf einer Skala erfolgen. Die Art der Skala ist abhängig von dem zu bewertenden Kriterium. Man unterscheidet folgende Skalen:
1. Nominalskala
Ergebnisse, die auf einer Nominalskala dargestellt werden, können nur binär beurteilt werden. Das heißt man unterscheidet nur, ob ein Kriterium zutrifft oder nicht. Typischerweise werden Nominalskalen zur Klassifizierung benutzt, also um zum Beispiel eine Zusammenfassung nach Geschlecht oder Farbe vorzunehmen. Grundsätzlich ist das Benutzen einer Nominalskala für eine Nutzwertanalyse nicht möglich, da keine qualifizierenden Aussagen über Merkmalsausprägungen möglich sind. Allerdings können die Ausschlusskriterien auf einer Nominalskala dargestellt werden, um zu entscheiden ob ein solches „K.O.-Kriterium“ zutreffend ist.
2. Ordinalskala
Die Ordinalskala ermöglicht, es neben der Aussage, ob zwei Merkmalsausprägungen gleich oder ungleich sind, auch zu bestimmen, ob die Ausprägung größer oder kleiner ist als eine andere. Typischerweise ist eine Ordinalskala eine Rangliste. Die Rangplätze spiegeln allerdings nicht wider, wie groß die Differenz zwischen zwei Rängen ist. Hierzu kann man sich das Ergebnis eines Formel-1-Rennens vorstellen, bei dem man zwar weiß, wer Erster und wer Zweiter ist, aufgrund der Platzvergabe aber nicht hervorgeht wie viel schneller der erstplatzierte Fahrer gegenüber dem zweitplatzierten war. Aufgrund dieses Sachverhalts kann die Verwendung einer Ordinalskala in einer Nutzwertanalyse zu einer Verzerrung der Ergebnisse führen. Um diese Verzerrung so weit wie möglich zu reduzieren, können Bewertungsschemata verwendet werden, die vorher festlegen, welche Ausprägung zu welchem Wert auf der Skala führt. Der Vorteil einer Ordinalskala ist die einfache Durchführung, vor allem wenn Zeitdruck die Anwendung einer anderen Messmethode unmöglich macht.
3. Kardinalskala
Daten, die auf einer Kardinalskala dargestellt werden, beruhen auf Messungen oder Zählungen. Eine andere Bezeichnung für die Kardinalskala ist „metrische Skala“. Die Werte auf der Skala können miteinander verglichen, subtrahiert und addiert werden, wodurch die Kardinalskala die ideale Skala für eine Nutzwertanalyse ist.

Sobald für alle Kriterien eine passende Skala gefunden wurde, können die Kriterien bewertet werden. Nach der Bewertung müssen alle Skalen miteinander vergleichbar gemacht werden. Dies geschieht entweder vorher, indem man z. B. immer Punkte von 0–10 vergibt, oder im Nachgang, z. B. mit Hilfe von Transformationsgleichungen.
Die Gewichtung hängt von den Präferenzen der Entscheidungsträger ab. In der Praxis wird die Kriteriengewichtung oft direkt vergeben, also ohne einen paarweisen Vorabvergleich. Dies ist eine starke Vereinfachung und führt zu einem eher „pauschal geschätzten“ Ergebnis, im Gegensatz zu einer tatsächlichen Kriterienanalyse wie es die Methode vorschlägt.

### Nutzwertberechnung
Der nächste logische Schritt in der Nutzwertanalyse ist es, aus den Gewichtungen und Bewertungen Teil- und Gesamtnutzwerte zu berechnen. Büssow bezeichnet diesen Schritt auch als Wertsynthese. Hierbei werden zuerst die Gewichte der Kriterien mit deren Bewertung multipliziert. Anschließend bildet man die Summe aus den so errechneten Teilnutzwerten um den Gesamtnutzwert einer Alternative zu erhalten. Nachfolgende Tabelle zeigt die beispielhafte Berechnung eines Gesamtnutzwertes.
Der Gesamtnutzwert der Alternative 1 berechnet sich folgendermaßen:
{\displaystyle {\text{Gesamtnutzwert}}=0{,}7\cdot 80+0{,}3\cdot 70=77}
Oder allgemein ausgedrückt (wobei {\displaystyle r} die Anzahl der Auswahlkriterien und i die Anzahl der Alternativen ist):
{\displaystyle {\text{Gesamtnutzwert}}(A_{i})=\sum _{r=1}^{n}{\text{Gewichtung}}_{r}\cdot {\text{Bewertung}}_{r}({\text{Kriterium}})}
Wie man sieht, entspricht diese Darstellung der additiven multiattributiven Wertefunktion. Aufgrund der berechneten Gesamtnutzwerte lässt sich jetzt eine Entscheidung treffen, welche Alternative man wählen sollte. In diesem Fall wäre Alternative 1 Alternative 2 vorzuziehen, da 77 > 64 ist.
Neben der Entscheidung für die Alternative mit dem höchsten Gesamtnutzwert („Additionsregel bei absoluter Skalenfixierung“), gibt es noch andere Methoden um eine Alternative auszuwählen, dazu zählen:
- Die Simon-Regel

Hier werden alle Alternativen in zwei Klassen aufgeteilt. Eine Klasse enthält alle Alternativen, die mindestens einen bestimmten Nutzwert haben, die andere Klasse alle übrigen. Diese Methode bietet sich an um beispielsweise eine Vorauswahl von Alternativen zu treffen.
- Die Majoritätsregel

Wendet man die Majoritätsregel an, ist Alternative A der Alternative B dann vorzuziehen, wenn Alternative A bei mindestens 50 % der Kriterien einen besseren Teilnutzwert aufweist als Alternative B.
- Die Copelandregel

Bei der Anwendung der Copelandregel erhält jede Alternative einen Pluspunkt, wenn ein Teilnutzwert höher ist, als ein entsprechender Teilnutzwert der Alternativen. Ist er niedriger, erhält die Alternative einen Minuspunkt. Die Alternative mit der größten Anzahl von Punkten ist am Ende die Bessere. Problematisch bei dieser Methode ist, dass nur betrachtet wird, ob ein Kriterium besser ist als ein anderes – nicht wie viel besser.
- Die Rangordnungssummenregel

Für jedes Kriterium werden Ränge von 1 bis x auf Basis der Teilnutzwerte vergeben. Anschließend werden für jede Alternative die Ränge addiert. Die Beste Alternative ist diejenige mit der niedrigsten Summe aus den Rängen.

### Sensitivitätsanalyse
Nachdem die Nutzwertberechnung bzw. die Wertsynthese abgeschlossen wurde und ein Ergebnis vorliegt, stellt sich in der Praxis oft die Frage wie belastbar oder robust das gelieferte Ergebnis ist. Zur Klärung dieser Frage führt man eine Sensitivitätsanalyse durch.
Sensitivitätsanalysen messen die Auswirkung der Veränderung einer Eingangsgröße auf das Ergebnis 

### Beispiel einer einfachen Nutzwertanalyse
Typisch für die einfache Nutzwertanalyse ist eine freie Skalierung der Erfüllungsgrade und der Gewichtungsfaktoren zum Beispiel zwischen 0 und 9:
für „schlecht“ die Punkte 0–2,
für „mittel“ die Punkte 3–5 und
für „gut“ die Punkte 6–8 und
für „sehr gut“ den Punkt 9 zulässt.
Ein Beispiel mit beliebiger Gewichtung könnte wie folgt aussehen und Pro sowie Kontra zu jedem Satz zunächst schriftlich fixieren, um anschließend durch die Multiplikation mit der Gewichtung zum Ergebnis dieser Option zu kommen. Für jede weitere Option wird die gleiche Tabelle erstellt. Das höchste Ergebnis stellt am Ende die optimale Wahl dar:
| Kriterium               | Erfüllungsgrad Bewerber | Gewichtung           | Ergebnis/Wertigkeit |
| ----------------------- | ----------------------- | -------------------- | ------------------- |
| Fachkenntnisse          | 5                       | ×Gewichtungsfaktor 9 | 45                  |
| Berufserfahrung         | 7                       | ×Gewichtungsfaktor 6 | 42                  |
| Bildungsbereitschaft    | 3                       | ×Gewichtungsfaktor 8 | 24                  |
| Räumliche Mobilität     | 2                       | ×Gewichtungsfaktor 7 | 14                  |
| Zeitliche Flexibilität  | 3                       | ×Gewichtungsfaktor 5 | 15                  |
| Beziehungsnetzwerk      | 8                       | ×Gewichtungsfaktor 9 | 72                  |
| Führungskompetenz       | 4                       | ×Gewichtungsfaktor 4 | 16                  |
| Präsentationskenntnisse | 4                       | ×Gewichtungsfaktor 7 | 28                  |
| Zeugnisse               | 3                       | ×Gewichtungsfaktor 4 | 12                  |
| Sympathie               | 7                       | ×Gewichtungsfaktor 6 | 42                  |

Der individuelle Nutzwert dieses Bewerbers für das Unternehmen beträgt in der Summe 310 Punkte. Im Vergleich mit den anderen Bewerbern kann so die Personalentscheidung sachlich vorbereitet werden.

### Vergleichender Warentest
Die meisten Testorganisationen verwenden beim vergleichenden Warentest für die Beschreibung objektivierbarer subjektiver Kriterien, für die Bewertung und für die Zusammenfassung von Einzelkriterien mit Mittelwerten sowie für eine übersichtliche und schnell zu erfassende Darstellung Bewertungszahlen und Symbole auf einer fünffältigen Skala International hat sich ausgehend von einer ganzzahligen Bewertungszahl von eins bis fünf eine kontinuierliche Skala von 0,5 bis 5,5 etabliert, wobei eine höhere Bewertungszahl für eine bessere Bewertung steht.
Die folgende Tabelle zeigt einige Beispiele:
| Ganzzahlige Bewertung | Gleitende Bewertung       | ICRT          | ICRT            | Stiftung Warentest | Stiftung Warentest | Stiftung Warentest                |
| --------------------- | ------------------------- | ------------- | --------------- | ------------------ | ------------------ | --------------------------------- |
| International         | International             | International | International   | Deutschland        | Deutschland        | Deutschland                       |
| Bewertungszahl        | Bewertungs- zahlenbereich | Symbol        | Semantik        | Symbol             | Semantik           | Urteilszahlen- bereich (Benotung) |
| 5                     | 4,50 – 5,50               | + +           | very good       | + +                | sehr gut           | 0,5 – 1,5                         |
| 4                     | 3,50 – 4,49               | +             | good            | +                  | gut                | 1,6 – 2,5                         |
| 3                     | 2,50 – 3,49               | O             | sufficient      | O                  | befriedigend       | 2,6 – 3,5                         |
| 2                     | 1,50 – 2,49               | -             | less sufficient | ϴ                  | ausreichend        | 3,6 – 4,5                         |
| 1                     | 0,50 – 1,49               | - -           | bad             | -                  | mangelhaft         | 4,6 – 5,5                         |

### Hierarchische Ermittlung der Ziele
Eine etwas gröbere Methode arbeitet mit der Konkretisierung des Zielsystems in Form von Näherungswerten „besser als/schlechter als“ gefordert. Es muss hierbei streng hierarchisch vorgegangen werden, sonst ist es nicht berechenbar. Es können unterschiedliche Kriterien definiert werden, um einige Alternativen im Voraus auszuschließen.
- „K.O.-Kriterien“ (Muss-Kriterien): Mindest/Höchstbedingung, deren Erfüllung zwingend gefordert wird
- Soll-Kriterien, deren möglichst weitgehende Erfüllung wünschenswert ist

Sie legen Bewertungskriterien fest, die zur Beurteilung herangezogen werden sollen. Dabei geht es nur um die wichtigsten Kriterien, die schließlich zur Entscheidung führen sollen und nicht um alle die bekannt sind.
| Kriterium | erfüllt ja/nein | Gewichtung | Ergebnis/Wertigkeit |
| --------- | --------------- | ---------- | ------------------- |
|           |                 | ×n         |                     |
|           |                 | ×n         |                     |
|           |                 | ×n         |                     |
|           |                 | ×n         |                     |
|           |                 | ×n         |                     |
|           |                 | ×n         |                     |
|           |                 | ×n         |                     |
|           |                 | ×n         |                     |
|           |                 | ×n         |                     |
|           |                 | ×n         |                     |

In einer genaueren Aufschlüsselung werden zunächst in einem paarweisen Vergleich der Kriterien ermittelt, das heißt durch die Überlegung „Ist Kriterium A wichtiger als Kriterium B“?
- Wenn ein Kriterium weniger wichtig ist, so bekommt es null Punkte
- Wenn ein Kriterium gleichgewichtig mit einem anderen ist, erhält es einen Punkt
- Wenn ein Kriterium wichtiger ist als das andere, erhält es die Punktzahl zwei.

Diese Gliederung ergibt ein genaueres Ergebnis als die simple Frage „erfüllt/nicht erfüllt“ und führt durch die Vorgewichtung zu einem mathematisch brauchbaren Ergebnis.
Die Alternative mit dem höchsten Nutzwert ist damit auf Rang 1 zu sehen, stellt also die beste Auswahl dar. Dabei ist jedoch immer zu beachten, dass die Nutzwertanalyse ein vergleichendes Ergebnis liefert, also keine absolute Aussage über den Nutzen liefern kann.
Bei einem sehr knappen Ausgang (z. B. im Preis) können weitere Kriterien hinzugezogen werden wie z. B. der Zeitpunkt der letzten Preiserhöhung oder der Beratungsservice.
Bei der Anzahl der Kriterien gilt erfahrungsgemäß die Regel „weniger ist mehr“; es ist sinnvoll, sich auf wenige prägnante Punkte zu konzentrieren. Einerseits erhöht sich der Arbeitsaufwand, je mehr Kriterien verglichen werden sollen, andererseits wird der Vergleich damit zunehmend schwieriger. Drei bis fünf Kriterien sind empfehlenswert, mehr als zehn sind in der Praxis nicht zu empfehlen.
Ferner sind die folgenden vier Punkte bei der Auswahl der Bewertungskriterien zu berücksichtigen:
- Operationalität: Bewertungskriterien müssen genau beschrieben werden und messbar sein.
- Hierarchiebezogenheit: Bewertungskriterien, die einer gemeinsamen Kategorie angehören, sind gemeinsam anzuordnen.
- Unterschiedlichkeit: Verschiedene Bewertungskriterien müssen unterschiedliche Merkmale beschreiben.
- Nutzensunabhängigkeit: Die Erfüllung eines Kriteriums darf nicht die Erfüllung eines anderen voraussetzen.

## Fazit
Zusammenfassend sollte bei der Erstellung der Nutzwertanalyse folgendes beachtet werden, um die Entscheidungsauswahl und den Entscheidungsprozess transparent zu machen:
- Die Ziele müssen relevant und richtig formuliert sein.
- Die Skalierung der Bewertungen kann bei Ordinalskalen ungenau sein.
- Bewertungen und Gewichtungen können sich in der Zukunft ändern.
- Bewertungen und Gewichtungen können (stark) subjektiv beeinflusst sein.

Der Vorteil, den die Nutzwertanalyse bietet, liegt nicht nur in der besseren Transparenz und Nachvollziehbarkeit der Entscheidungsfindung begründet. Er liegt auch darin, dass die Kriterien und Argumente, welche letztendlich eine Entscheidung bestimmen, einer genauen Prüfung unterzogen werden. Dies führt oft zu neuen Erkenntnissen während des Entscheidungsprozesses.
Die Konzentration auf die wirklich entscheidenden Faktoren schafft Klarheit. Auf Grund der Zahlendarstellungen wird darüber hinaus eine Vergleichbarkeit hergestellt, die ohne diese Methode nicht gegeben ist. Auf diese Weise werden „Bauchentscheidungen“ deutlich reduziert.
Diese Form der Argumentation kann auch emotionale Faktoren wie zum Beispiel Wohlbefinden, Wetter am neuen Standort oder sogar sexuelle Anziehungskraft enthalten. Diese Nutzwertanalyse stellt das komplexeste deduktive Argument dar.

## Ähnliche Methoden
- Analytic Hierarchy Process von Thomas Saaty. Der AHP ist mathematisch anspruchsvoller und präziser, zwingt zum paarweisen Vergleich auch bei den Alternativen und misst über den Inkonsistenzfaktor auch Logik und Qualität einer Entscheidung.
- Analytic Network Process von Thomas Saaty. Der ANP erlaubt die Erstellung von Entscheidungsnetzwerken.
- Kosten-Nutzen-Analyse
- Peren-Clement-Index von Franz W. Peren und Reiner Clement. Einer von zwei etablierten Indizes zur Länderrisikoanalyse, dient zur Einschätzung von Länderrisiken bei Direktinvestitionen.
- Preis-Leistungsmodell von Prof. Heinz Lothar Grob eliminiert Strukturdefekte der Nutzwertanalyse wie z. B. die Konstanz des Grenznutzens, Unabhängigkeit der Teilnutzen, Dimensionslosigkeit des Zielwerts und die Globalisierung der Kriterien.
- QFD Quality Function Deployment
- TOPSIS (Technique for Order Preference by Similarity to Ideal Solution) von C.-L. Hwang und K. Yoon. Bei TOPSIS wird eine Alternative bewertet, indem ihr Abstand zur besten und zur schlechtesten Alternative gemessen wird.
- VDI-Richtlinie: VDI 2225 Blatt 3,Konstruktionsmethodik - Technisch-wirtschaftliches Konstruieren - Technisch-wirtschaftliche Bewertung
- Wertanalyse

## Vergleich Nutzwertanalyse und Analytic Hierarchy Process
1. Zur Berechnung der Nutzwertanalyse (NWA) genügen Stift und Papier. Deshalb wurde die NWA schon zu Zeiten eingesetzt, in denen es noch keine EDV gab. Die Methode des Analytic Hierarchy Process (AHP) basiert mathematisch dagegen auf einer Iteration von Matrizen-Multiplikationen (siehe Matrix). Diese benötigten Rechenkraft, die dem AHP in der Praxis erst ab 1990, mit Beginn des Computer-Zeitalters, erfolgreich zur Verfügung stand. Die NWA ist dagegen nur ein additives Näherungsverfahren und begnügt sich mit den Grundrechenarten.
2. Bei der NWA wird im Gegensatz zum AHP bereits das Ranking der Kriterien von vielen Anwendern nicht durch paarweisen Vergleich ermittelt (nicht „jedes Kriterium mit jedem anderen Kriterium“).[19] Stattdessen tragen viele Anwender ihren prozentualen Schätzwert direkt in die Ranking-Tabelle der Kriterien manuell ein (siehe oben, Gewichtung der Ziele). Die „Methodik“ der NWA reduziert sich in diesen Fällen also im Wesentlichen darauf, dass die Summe aller Gewichtsfaktoren nicht mehr als 100 % ergeben darf.
3. Aber auch bei „korrekter“ Anwendung der NWA steht bei der paarweisen Bewertung der Kriterien für die Punktwerte lediglich eine sehr schmale Skala mit einer geringen Bandbreite von 0 bis 2 zur Verfügung, im Gegensatz zum AHP, der mit einer weit größere Bandbreite (1-2-3-4-5-6-7-8-9) wesentlich differenziertere Bewertungen zulässt. Bewertungen mit einer größeren Bandbreite wären bei der NWA allein schon bedingt durch die simple Mathematik (nur Grundrechenarten) auch gar nicht zu handhaben.
4. Das Ranking der Alternativen wird bei der NWA sogar grundsätzlich ohne paarweisen Vergleich ermittelt. Der Analytic Hierarchy Process dagegen „zwingt“ zum paarweisen Vergleich und Nachdenken auch bei den Alternativen.
5. Im Gegensatz zum AHP kann die NWA nicht die Konsistenz einer Entscheidung aus den subjektiven Bewertungen überprüfen. Bedingt durch die simple Mathematik gibt es in der Praxis relativ viele mathematische Abweichungen der NWA, die von den Anwendern je nach persönlichen Geschmack oder konkreter Fragestellung abgewandelt wurden.
6. Die NWA verlangt zwingend die Umrechnung bei den harten Kriterien (z. B. Euro, km, kg) innerhalb einer zusätzlichen Hilfstabelle für die Erstellung der „Zielerfüllungsfaktoren“ (siehe Vergabe von Punkten für die Varianten). Beim AHP kann man die Bewertungen direkt ohne diesen Umweg eingeben.